# La realtà non può essere questa
La realtà non può essere questa è un singolo dei cantautori italiani Edoardo Bennato ed Eugenio Bennato, pubblicato il 19 aprile 2020 come primo estratto da Non c'è, ventesimo album in studio di Edoardo.

## Descrizione
Il singolo è stato scritto dai due musicisti durante la Pandemia di COVID-19 del 2020 in Italia i cui proventi del brano sono stati devoluti all'Azienda Ospedaliera dei Colli di Napoli.
I due fratelli hanno descritto il brano così:
(Edoardo Bennato)
(Eugenio Bennato)